# Redea
Redea es una comuna ubicada en el distrito de Olt, Rumania.

## Superficie
Posee una superficie de 124,3 kilómetros cuadrados.

## Demografía
Hasta 2021 la población era de 2519 habitantes, con una densidad de población de 20,26 habitantes por kilómetro cuadrado.